# Kis bambuszpatkány
A kis bambuszpatkány (Cannomys badius) az emlősök (Mammalia) osztályának a rágcsálók (Rodentia) rendjébe, ezen belül a földikutyafélék (Spalacidae) családjába tartozó faj.
Nemének az egyetlen faja.

## Előfordulása
A kis bambuszpatkány Kambodzsa, Kína, India, Laosz, Mianmar, Nepál, Thaiföld és Vietnám területein honos, de feltételezik, hogy Bangladesben és Bhutánban is előfordul. Mivel számos helyen megtalálható, egyes élőhelyén nagy számban fordul elő, jól szaporodik és tűri az ember által okozott környezeti változtatásokat a Természetvédelmi Világszövetség Nem fenyegetett fajnak minősíti ezt a rágcsálót.

## Megjelenése
Fej-testhossza 20 centiméter, farokhossza 6 centiméter, és testtömege 210-340 gramm közötti.

## Életmódja
Az állat Nepálban, 4000 méteres tengerszint fölötti magasságban is megtalálható. De más országokban ennél jóval alacsonyabb élőhelyeken is tartózkodik. A kis bambuszpatkány egyaránt megtalálható a bambuszerdőkben, a mérsékelt övi erdőkben, a szubtrópusi erdőkben, de a kultúrnövények közt is, kivéve a rizsföldeket. Egy hektáron akár 600 állat is lehet.
Hosszú életű. Egy alomban csak 1 vagy 2 kölyök van.

## Képek

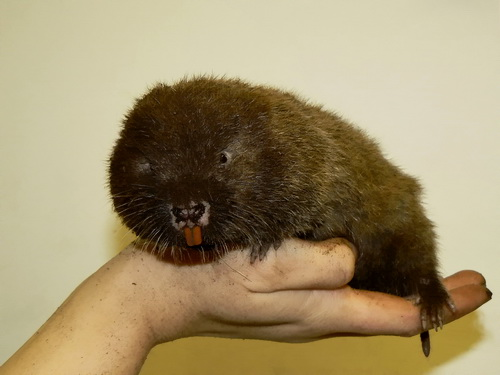
Állatkerti példány
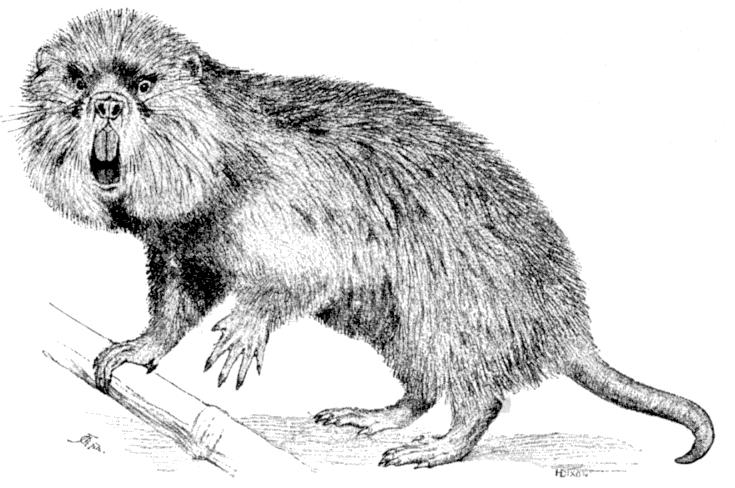
Rajz az állatról